# Fleschhorn
Fleschhorn är en bergstopp i Schweiz.   Den ligger i distriktet Goms och kantonen Valais, i den södra delen av landet, 90 km sydost om huvudstaden Bern. Toppen på Fleschhorn är 3 004 meter över havet, eller 59 meter över den omgivande terrängen. Bredden vid basen är 0,11 km.
Terrängen runt Fleschhorn är huvudsakligen bergig. Närmaste större samhälle är Naters, 17,5 km väster om Fleschhorn. 
Trakten runt Fleschhorn består i huvudsak av gräsmarker. Runt Fleschhorn är det ganska glesbefolkat, med 24 invånare per kvadratkilometer.